# نهر سلیم
نهرسلیم، روستایی از توابع بخش اروندکنار شهرستان آبادان در استان خوزستان ایران است.

## جمعیت
این روستا در دهستان مینوبار قرار دارد و براساس سرشماری عمومی نفوس و مسکن (۱۳۹۵)، جمعیت آن ۱٬۱۳۸ نفر، شامل ۵۹۴ مرد و ۵۹۵ زن بوده‌است. شمار خانوارهای این روستا ۲۶۶ خانوار می‌باشد. نتایج سرشماری سال ۱۳۸۵ حاکی از وجود ۴۱۴ مرد و ۳۸۷ زن و در مجموع ۸۰۱ فرد باسواد در این روستا است. شمار بی‌سوادان روستای نهرسلیم، ۲۱۶ نفر شامل ۸۹ مرد و ۱۲۷ زن بی‌سواد بوده‌است.